# Lliga de la República Democràtica del Congo de futbol
La Lliga de la República Democràtica del Congo de futbol (Linafoot) és la màxima competició futbolística de la República Democràtica del Congo, organitzada per la Fédération Congolaise de Football-Association. Va ser creada l'any 1958.

## Història
Des de començaments de segle fins a la dècada dels cinquanta no existí cap campionat nacional al país, disputant-se diversos campionats regionals. A la regió al voltant de Léopoldville (actual Kinshasa) es disputà el Campionat de Léopoldville. A la regió de Katanga (Elisabethville, actual Lubumbashi i voltants) es disputà el Campionat de Katanga.
El 1948, les federacions esportives de Katanga i Léopoldville es van fusionar a la Union Congolaise des Fédérations et Associations Sportives Indigenès (U.C.F.A.S.I.) per formar la primera organització esportiva d'àmbit nacional a l'actual territori de la RD Congo (aleshores Congo Belga). El 16 de febrer de 1958 es va formar l'Associació Royale Sportive Congolaise et du Ruanda-Urundi (A.R.S.C.R.U.) pels europeus de les colònies belgues que ara són els estats de la RD Congo, Ruanda i Burundi, que van organitzar un torneig de copa entre les dues ciutats principals, Léopoldville (ara Kinshasa) i Elisabethville (ara Lubumbashi). Una segona edició l'any 1959, que també incloïa clubs de Bukavu, Kananga, Likasi, Mbandaka i Usumbura (ara Bujumbura a Burundi) es va abandonar abans que s'acabés. Després de la independència el 1960, la federació de futbol d'Usumbura va abandonar l'A.R.S.C.R.U., que llavors va passar a anomenar-se Association Royale Sportive du Congo (A.R.S.C.) i es va convertir en la Fédération des Associations Sportives du Congo (FASCO) el 1964, que va organitzar la primera edició de la Coupe du Congo. l'any 1964. El 1971, la federació de futbol va passar a anomenar-se Fédération Zaïroise de Football Association (FEZAFA) i el nom del país es va convertir en Zaire.
El campionat nacional es disputa des de 1958. Les edicions de 1990 i 1991, i a partir de 1998 són organitzades per la Ligue Nationale de Football (LINAFOOT.)

## Principals estadis
| Ciutat     | Estadi                               | Capacitat |
| ---------- | ------------------------------------ | --------- |
| Kinshasa   | Estadi dels Màrtirs de la Pentecosta | 100.000   |
| Kinshasa   | Estadi Tata Raphaël                  | 80.000    |
| Lubumbashi | Estadi Frederic Kibassa Maliba       | 35.000    |
| Lubumbashi | Estadi TP Mazembe                    | 18.000    |
| Mbuji-Mayi | Estadi Kashala Bonzola               | 15.000    |

## Historial
Font:
Coupe de l'ARSCU
- 1958:  FC St. Eloi (1)
- 1959: No finalitzà
- 1960-62: No es disputà
- 1963:  CS Imana (1)[a]

Coupe du Congo (FASCO)
- 1964:  CS Imana (2)
- 1965:  AS Dragons (1)
- 1966:  TP Mazembe (1)
- 1967:  TP Mazembe (2)
- 1968:  FC Saint Eloi Lupopo (2)
- 1969:  TP Mazembe (3)[b]
- 1970:  AS Vita Club (1)[c]
- 1971:  AS Vita Club (2)

Coupe du Zaïre (FEZAFA)
- 1972:  AS Vita Club (3)
- 1973:  AS Vita Club (4)
- 1974:  CS Imana (3)
- 1975:  AS Vita Club (5)
- 1976:  TP Mazembe (4)
- 1977:  AS Vita Club (6)
- 1978:  CS Imana (4)

Championnat National
- 1979:  AS Bilima (2)
- 1980:  AS Vita Club (7)
- 1981:  FC Saint Eloi Lupopo (3)
- 1982:  AS Bilima (3)
- 1983:  SM Sanga Balende (1)
- 1984:  AS Bilima (4)
- 1985:  US Tshinkunku (1)
- 1986:  FC Saint Eloi Lupopo (4)
- 1987:  TP Mazembe (5)
- 1988:  AS Vita Club (8)
- 1989:  DC Motema Pembe (5)

LINAFOOT
- 1990:  FC Saint Eloi Lupopo (5)
- 1991:  SCOM Mikishi (1)

Championnat National
- 1992:  US Bilombe (1)
- 1993:  AS Vita Club (9)
- 1994:  DC Motema Pembe (6)
- 1995:  AS Bantous (1)
- 1996:  DC Motema Pembe (7)
- 1997:  AS Vita Club (10)

LINAFOOT
- 1998:  DC Motema Pembe (8)
- 1999:  DC Motema Pembe (9)
- 2000:  TP Mazembe (6)
- 2001:  TP Mazembe (7)
- 2002:  FC Saint Eloi Lupopo (6)
- 2003:  AS Vita Club (11)
- 2004:  DC Motema Pembe (10)
- 2005:  DC Motema Pembe (11)
- 2006:  TP Mazembe (8)
- 2007:  TP Mazembe (9)
- 2008:  DC Motema Pembe (12)
- 2009:  TP Mazembe (10)
- 2010:  AS Vita Club (12)
- 2011:  TP Mazembe (11)
- 2012:  TP Mazembe (12)
- 2013:  TP Mazembe (13)
- 2013-14:  TP Mazembe (14)
- 2014-15:  AS Vita Club (13)
- 2015-16:  TP Mazembe (15)
- 2016-17:  TP Mazembe (16)
- 2017-18:  AS Vita Club (14)
- 2018-19:  TP Mazembe (17)
- 2019-20:  TP Mazembe (18)
- 2010-21:  AS Vita Club (15)[2]
- 2021-22:  TP Mazembe (19)
- 2022.23: Cancel·lat[3]